# Phyllanthus tessmannii
Phyllanthus tessmannii är en emblikaväxtart som beskrevs av John Hutchinson. Phyllanthus tessmannii ingår i släktet Phyllanthus och familjen emblikaväxter. Inga underarter finns listade i Catalogue of Life.